# Прапор Здолбунова
Прапор Здолбу́нова — офіційний символ міста Здолбунів. Затверджений 24 липня 1996 року сесією Здолбунівської міської ради.

## Опис
Квадратне червоне полотнище, у центрі якого розміщено перехрещені білі кайло, молоток та ключ.

## Зміст
Символи підкреслюють роль Здолбунова як одного з найбільших залізничних вузлів. Кайло символізує назву міста, молоток та ключ — залізничну і будівельну галузі промисловості. Червона та срібна барви вказують на знаходження Здолбунова на Волині.

## Автор
Автор — Ю. П. Терлецький.